# Tupptjärnet
Tupptjärnet är en sjö i Torsby kommun i Värmland och ingår i Göta älvs huvudavrinningsområde. Sjöns area är 0,008 kvadratkilometer och den befinner sig 430 meter över havet.